# 緒方竹虎襲撃事件
緒方竹虎襲撃事件（おがたたけとらしゅうげきじけん）とは、1945年の日本における事件。

## 概要
1945年2月24日、朝鮮人X（当時26歳）は東京都霞が関の大政翼賛会本部大会大会議室に入り込んで殺害目的で短刀で緒方竹虎国務大臣に切りつける事件が発生。Xは側近に取り押さえられて殺害は未遂となった。
Xは朝鮮忠精南道出身で皇民化教育の影響で自分は日本人という信念を持ち、皇室普通小学校卒業後の1940年11月に皇民化運動の指導者になることを目指して日本に渡った。1941年4月に福岡県で橋本欣五郎の講演を聞いて国家主義に感銘を受ける。1944年10月に国粋主義者とともに上京し、戦局が悪化する中で弱体化した小磯内閣を倒して、強力な維新内閣を建設する端緒として、緒方大臣を殺すことを計画して、今回の犯行に至った。
Xと日本人2人は国政変乱殺人未遂罪（戦時刑事特別法違反）で起訴された。
Xは1945年12月に保釈された。1946年10月の初公判にXは出廷しなかった。共犯に問われた日本人2人について1946年12月9日に判決が言い渡され、1人についてはただ助言したに過ぎないとして国政変乱罪は認めず単なる殺人未遂幇助罪で懲役1年とし、もう1人については証拠不十分で無罪判決となった。
1946年に廃止された戦時刑事特別法は廃止前に犯した罪は同法で処罰する経過規定が設けられたことで、Xへの処罰追及は続くこととなった。また、1949年に施行された新刑事訴訟法では起訴によって公訴時効は停止するが、1948年以前に起訴された事件は旧刑事訴訟法によるとされ、旧刑事訴訟法では起訴後も公判が開かれなければ時効が進行する規定となっている。そのため、検察は15年の同罪の時効を中断させるため、15年ごとに裁判所に期日指定の申し立てを行い、被告のX不在のまま形だけの裁判を開いて時効の起算点を振り出しに戻していた。1983年1月まで公判の期日指定をしていたが、1998年1月に検察は「事件から50年以上が経過している」「被告が生存しているとしても76歳と高齢に達している」「今後も所在がわかる可能性は少ない」として期日指定の申し立てを見送った。
1998年1月30日に東京地裁は時効が成立したとしてXに免訴判決を言い渡した。これにより、事件から53年ぶりに裁判が決着した。